# چارلز کلپ
چارلز کلپ (انگلیسی: Charles Clapp؛ زادهٔ january ۱, ۱۹۵۹ (۶۶ سال)) ورزشکار روئینگ اهل ایالات متحده آمریکا است.
وی در مسابقات کشوری و بین‌المللی در مجموع برندهٔ ۱ مدال نقره، ۱ مدال برنز شده‌است.